# ويلي ميسل
ويلي ميسل (بالألمانية: Wilhelm Meisl)‏ (و. 1895 – 1968 م) هو لاعب كرة قدم، وصحفي، ومدرب كرة قدم نمساوي، ولد في فيينا، شارك في الألعاب الأولمبية الصيفية 1928، توفي في لوكارنو، عن عمر يناهز 73 عاماً.

## روابط خارجية
- ويلي ميسل على موقع قاعدة بيانات كرة القدم.إي يو (الإنجليزية)
- ويلي ميسل على موقع ناشيونال فوتبول تيمز (الإنجليزية)
- ويلي ميسل على موقع أوليمبيديا (الإنجليزية)